# Conservatorio di San Pietro
Il Conservatorio di San Pietro è un monastero costruito ai primi del XVII secolo nella città di Colle di Val d'Elsa.

## Storia
In seguito alla elevazione a città ed alla istituzione della diocesi di Colle di Val d'Elsa, la città visse un periodo di intenso sviluppo e riassetto urbano. 
Per volere di Pietro Usimbardi, vescovo di Arezzo e membro della famiglia degli Usimbardi che aveva dato alla città anche il suo primo vescovo (Usimbardo Usimbardi) e che aveva contribuito alla crescita urbanistica con il Palazzo vescovile, il seminario la nuova Cattedrale, venne iniziata la costruzione di un Monastero con annessa chiesa.
Pietro per questo acquistò alcune abitazioni ed affidò il progetto per la costruzione a Giorgio Vasari il giovane, nipote del più famoso Giorgio Vasari. La sua costruzione fu terminata nel 1606, mentre la costruzione della chiesa ebbe termine nel 1610.
Per il mantenimento del monastero, che doveva ospitare 22 aspiranti monache agostiniane, Pietro stanziò la rendita annua di 25.000 scudi.
Nel 1785 si ebbe la soppressione del monastero, per ordine del Granduca Pietro Leopoldo. Il complesso perse quindi ogni connotazione ecclesiastica per diventare conservatorio ed ospitare a fini educativi le ragazze povere; successivamente all'unità d'Italia passò al Ministero dell'Educazione Nazionale e nel 1866 assunse la denominazione di Regio Conservatorio.
Con il 1913 il complesso fu destinato ad accogliere sia la scuola materna "Regina Margherita" (che resterà attiva fino al 1968) sia le scuole elementari (inferiore, superiore e complementare) sia l'Istituto Magistrale (attivo fin dal 1936).
Una congregazione religiosa, le Suore serve di Maria riparatrici, ha portato avanti la gestione del Conservatorio e delle strutture scolastiche presenti al suo interno fino al 1977.

## Struttura
La pianta del complesso, ampliato nella sua struttura originaria, vede due chiostri (uno nel progetto originario) contornati dagli ambienti (celle di clausura, refettori, residenza della badessa, ecc.) disposti su due piani con lunghi corridoi. 
La facciata del monastero è conforme ai dettami dell'architettura dell'epoca che, come a Firenze, non aveva risentito delle nuove idee barocche, per cui non troviamo, ad esempio, elementi decorativi alle numerose finestre rettangolari che si succedono sul lato della strada.
Oggi la struttura è di proprietà comunale ed ospita, nella parte adiacente alla Chiesa, la sede nazionale di "Intercultura". La parte non occupata del complesso è stata utilizzata per mostre d'arte ed ora vi è la nuova sede del Museo civico e d'arte sacra di Colle di Val d'Elsa.